# Bukbu-dong, Gimhae
Bukbu-dong (koreanska: 북부동) är en stadsdel i staden Gimhae i provinsen Södra Gyeongsang i den sydöstra delen av Sydkorea, 310 km sydost om huvudstaden Seoul.